# Camaricus parisukatus
Camaricus parisukatus är en spindelart som beskrevs av Alberto Barrion och James A. Litsinger 1995. Camaricus parisukatus ingår i släktet Camaricus och familjen krabbspindlar.
Artens utbredningsområde är Filippinerna. Inga underarter finns listade.